# オレゴンから愛
『オレゴンから愛』（オレゴンからあい）は、アメリカ・オレゴン州でロケーション撮影されたフジテレビジョンのテレビドラマ。木曜劇場シリーズの第1作目でもある。
『北の国から』のアメリカ版ともいわれ、同名タイトルの主題歌も「北の国から」と同じくさだまさしが歌った。さだ曰く「『北の国から』みたいな曲を作って下さい」と言われたという。
本作のタイトルロゴには、『FROM OREGON WITH LOVE』の英語タイトルが併せて入っている。

## シリーズ
主演は古谷一行と石和摂で、1984年10月4日から12月27日（全13話)まで『ナショナル木曜劇場』の枠で放送され、連続ドラマ終了後も単発のスペシャルが放送された。第1作連続ドラマは、現地・アメリカで約120日間のロケを行って製作された。
ストーリー上のつながりがあるのは、第1作の連続ドラマから『オレゴンから愛'88ホームステイサマー』までで、以後はテーマ曲がさだのものであることと主演に（原則として）古谷と石和が起用されている点などが共通しているほかは、各回とも独立した一話完結の内容となっている。これは、1990年より宮内恭子役の木の実ナナが『阿国 OKUNI』に出演することになったため、スケジュールが調整できなくなったことによると言われている。
- オレゴンから愛'85 - 1985年8月22日
- オレゴンから愛'86 - 1986年8月21日
- オレゴンから愛'87 - 1987年8月28日（『金曜女のドラマスペシャル』枠）
- 夏休みスペシャル　オレゴンから愛'88ホームステイサマー - 1988年8月26日（『男と女のミステリー』枠）
- オレゴン日記'89 - 1989年10月6日（『秋のドラマスペシャル』）
- オレゴンから愛II オレゴン日記'90 - 1990年8月31日（ドラマスペシャル）
- オレゴンから愛'92 ―そよ風をトラックにのせて― - 1992年8月28日（『金曜ドラマシアター』枠。この回のみ大竹しのぶの主演。）
- オレゴンから愛'96 ラブレター 大自然の中で父と子が向き合った - 1996年9月6日（感動ドラマスペシャル。石和に替わり加藤晴彦が出演。）

単発シリーズのうち「夏休みスペシャル　オレゴンから愛'88ホームステイサマー」などの一部タイトルはVHSソフト化されているが、連続ドラマシリーズなどソフト化されたことのないタイトルも多い。
2023年現在、DVDでの発売はないが2010年12月7日 - 12月15日および2011年1月2日に「超解像リマスター版」としてフジテレビTWOで、2023年1月2日および2023年2月27日 - ３月1日に日本映画専門チャンネルで、連続ドラマ全13話がそれぞれ一挙放送された。
1989年、オレゴンから愛'88に対して、第26回ギャラクシー賞・選奨を受賞。

## あらすじ
両親を亡くし、オレゴン州に住む叔母夫婦にひきとられることになった9歳の明は、水泳を続けるために日本の中学校に残った姉と1年間の約束で離れ離れになってしまう。
オレゴンの雄大な自然・人々に触れながら、人間としての成長を遂げる明。
日本を忘れられない明であったが、親代わりとして育ててくれる叔父叔母と共にオレゴンで生きていく決心をする。

### サブタイトル
| 話数   | 放送日   | サブタイトル | ラテ欄サブタイトル     | 脚本     | 演出     | 視聴率 |
| ------ | -------- | ------------ | ---------------------- | -------- | -------- | ------ |
| 第1話  | 10月4日  | SPRING1      | 姉ちゃん、さよなら     | 黒土三男 | 富永卓二 | 14.7%  |
| 第2話  | 10月11日 | SPRING2      | 姉ちゃん約束がちがう   | 黒土三男 | 富永卓二 | 12.2%  |
| 第3話  | 10月18日 | SPRING3      | 青い瞳のクラスメイト   | 黒土三男 | 富永卓二 | 11.8%  |
| 第4話  | 10月25日 | SPRING4      | 姉ちゃんがアメリカへ?  | 黒土三男 | 富永卓二 | 11.7%  |
| 第5話  | 11月1日  | SUMMER1      | 大草原の迷い子         | 黒土三男 | 横田安正 | 13.8%  |
| 第6話  | 11月8日  | SUMMER2      | 姉ちゃん日本へ帰りたい | 黒土三男 | 富永卓二 | 12.8%  |
| 第7話  | 11月15日 | SUMMER3      | 明は決して裏切らない   | 黒土三男 | 富永卓二 | 10.7%  |
| 第8話  | 11月22日 | SUMMER4      | 明、日本へ帰る         | 黒土三男 | 富永卓二 | 14.4%  |
| 第9話  | 11月29日 | SUMMER5      | ふたたびオレゴンへ     | 黒土三男 | 富永卓二 | 10.6%  |
| 第10話 | 12月6日  | AUTUMN1      | 大平原で出会った父親   | 黒土三男 | 横田安正 | 11.7%  |
| 第11話 | 12月13日 | AUTUMN2      | 秋のチヌーク湖へ行こう | 黒土三男 | 横田安正 | 11.9%  |
| 第12話 | 12月20日 | AUTUMN3      | おじいちゃん死なないで | 黒土三男 | 横田安正 | 10.3%  |
| 第13話 | 12月27日 | AUTUMN4      | オレゴン平野の新家族   | 黒土三男 | 富永卓二 | 12.6%  |

### オレゴンから愛'87
明がオレゴンの叔母夫婦にひきとられて3年半、家族としての絆もますます深まった栄蔵一家に“いちご畑経営”の話がもち込まれる。売り手は日系人の父娘。やがて2つの家族は、このいちご畑をめぐって深い関わりを持つようになる。

### オレゴンから愛'88ホームステイサマー
88年、明（石和摂）はオレゴンで農場を営む叔母夫婦の下で、すっかり成長した。その翌年、ホームステイツアーで明の昔の同級生たちがオレゴンにやってきた。最初は自然に感激する彼らだったが、生活に耐えられずステイ先の家を飛び出してしまう。雄大なオレゴンの暑い夏。自分たちの牧場を守るために、父と子の懸命な闘いが続いた。
（その後の放送についてはスタブ）

## 出演

### オレゴンから愛
- 古谷一行 - 宮内栄蔵（日系アメリカ人一世）
- 木の実ナナ - 宮内恭子（栄蔵の妻・明の父の妹）
- 石和摂（子役） - 原田明
- 今福将雄 - 宮内武光（日系アメリカ人一世・栄蔵の父）
- 寺泉哲章 - 宮内光二（日系アメリカ人二世・栄蔵の弟）
- 伊藤蘭 - 島津陽子・のちに光二と結婚する
- 平泉成 - 篠原信之（島津陽子の元婚約者）
- 宇沙美ゆかり - 原田美奈子（明の姉）
- 小野武彦 - 中条純一（美奈子の水泳コーチ・美奈子を引き取っている）
- 田島令子 - コーチの妻
- 生田智子 - 美奈子の友人・水泳仲間
- 谷口香（5話のみ） - 陽子の母
- 山本陽子（特別出演。6話のみ） - 旅行者
- 石丸謙二郎（8話のみ） - 小柴(居酒屋の酔客）
- 頭師孝雄（8話のみ） - 船山(酔客の上司)
- 田中邦衛（特別出演。10話のみ） - 国枝正男
- 土井千恵子（10話のみ） - 国枝チカ
- 加藤嘉（7話のみ） - 山村新造(栄蔵の父の親友)
- 寺田農（4.5話のみ） - 水沢邦雄（明のガールフレンドの父）
- 天草四郎（8,9話のみ） - 宮内武春（宮内武光の弟）
- 玉木潤（8話のみ） - 大下啓介（明の友達）
- 笹尾幸世（8話のみ） - ゴンゾー（明の友達）
- 斉藤盛次（8話のみ） - 安木（明の友達）

### オレゴンから愛'92
- 大竹しのぶ
- 伊勢将人 - 川原公一
- 土倉有貴 - 川原透
- 平田満 - 今井秀夫
- 上條恒彦 - ロバート

## スタッフ

### オレゴンから愛
- 脚本 - 黒土三男
- プロデュース - 中村敏夫
- 演出 - 富永卓二、横田安正
- 音楽 - 渡辺俊幸
- 主題歌 - さだまさし「オレゴンから愛」

### オレゴンから愛'92
- 脚本 - 松原敏春
- プロデュース - 鎌田敏郎
- 監督 - 富永卓二
- 音楽 - 渡辺俊幸

## 協力
- USTTA（アメリカ商務省観光局）
- オレゴン州政府
- ポートランド市
- ユナイテッド航空
- アズマノ・インターナショナル - 現地旅行社。

## その他
- 『オレゴンから愛'96』での父（古谷）と息子（加藤晴彦）達が牧場で再会するシーンで、画面の加藤の後方で牛が交尾している様子が映り込んでいる。放送当時、スタッフも誰一人として気付かなかった。
- 主題歌を担当したさだまさしは、その縁で2012年5月27日放送のNHK『今夜も生でさだまさし』を、オレゴン州ポートランドのKPTV（英語版）から放送している[9][10]。

## 関連書籍
- オレゴンから愛 FROM OREGON WITH LOVE（フジテレビ出版 ISBN 4-89353-025-9、1984年11月1日） - 第1作の連続ドラマシリーズの脚本を主とした書籍。現地ロケ日記、およびプロデューサーと脚本家からのメッセージが添えられている。

### 日系アメリカ人作品関連
- 二つの祖国
  - 山河燃ゆ
- がんがらがん
- 波の盆
- 愛と哀しみの旅路
- さくら
- 99年の愛〜JAPANESE AMERICANS〜